# Bidens discoidea
Bidens discoidea là một loài thực vật có hoa trong họ Cúc. Loài này được (Torr. & A.Gray) Britton mô tả khoa học đầu tiên năm 1893.